# Alain Geismar
Pour les articles homonymes, voir Geismar.
Alain Geismar, né le 17 juillet 1939 à Paris 16e, est un homme politique et physicien français, inspecteur général honoraire de l'Éducation nationale.

## Biographie

### Famille et formation
Alain Geismar nait dans une famille juive d'origine alsacienne. 
Élève du lycée Carnot, il se trouve en quatrième avec André Senik, futur leader de l'Union des étudiants communistes. Il se moque déjà de Staline, alors que Sénik est « orthodoxe ». Lors de l'insurrection de Budapest (1956), il manifeste contre l'intervention soviétique.
Il s'est marié en secondes noces avec Sylvie Wieviorka, adjointe au maire PS du 2e arrondissement de Paris, après avoir divorcé de Renée Édith Estenne,, avec qui il a eu deux fils, François, né en 1965, et Pierre (1973-2006).

### Parcours universitaire
Après une prépa scientifique au lycée Janson-de-Sailly, il intègre l'École nationale supérieure des mines de Nancy (promotion 1959), devenant ingénieur civil des Mines, puis docteur en physique du solide (1966). 
En 1963, il devient assistant à Jussieu. Il est maître de conférences à l'Institut d'études politiques de Paris[Quand ?].

### Parcours politique et professionnel
Geismar commence par militer aux Étudiants socialistes unifiés (ESU) alors qu'il est à l'École nationale supérieure des mines de Nancy, et devient dirigeant national de ce groupe, sous la direction de Jean Poperen. Membre du PSU, il quitte celui-ci en 1966. En 1965, il devient secrétaire-général adjoint du Syndicat national de l'enseignement supérieur (SNESup), représentant l'opposition à l'orthodoxie du Parti communiste français (PCF) et la tendance dite « gauchiste ». À la fin de l'année 1967, il est élu secrétaire général du SNESup sur la base d'une motion « Pour une petite révolution culturelle à l'Université ». 
Á partir du 2 mai 1968, il est l'un des leaders de Mai 68 avec Jacques Sauvageot (vice-président de l'Union nationale des étudiants de France) et Daniel Cohn-Bendit (Mouvement du 22 Mars).
Après 1968, il dirige, aux côtés de Benny Lévy, la Gauche prolétarienne (GP), organisation maoïste. 
Il est inculpé par le juge Pierre Galmiche sur plainte du ministre de l'intérieur Raymond Marcellin à la suite du meeting du 25 mai 1970. Écroué à Fresnes en juin 1970 , il est condamné le 22 octobre à 18 mois de prison pour reconstitution de mouvement dissous. Il est incarcéré à Fresnes.
Le 18 juin 1976, il signe le manifeste Appel du 18 joint pour « la dépénalisation totale » du cannabis.
En 1984, le président de l'Agence de l'Informatique (ADI), Charlie Garrigues, le nomme directeur général adjoint. Alain Geismar s'occupe des actions de l'ADI dans le domaine de l'éducation. Il fait installer des ordinateurs dans les prisons, pour préparer les prisonniers à la vie civile. Il est remis à la disposition de son administration d'origine, lors de la suppression de l'établissement en 1987.
En 1986, il rejoint le PS. Le 16 octobre 1990, il est nommé inspecteur général de l'Éducation nationale. Directeur-adjoint du cabinet d'André Laignel dans le gouvernement Michel Rocard (2), il entre en mai 1991 au cabinet de Lionel Jospin, alors ministre d’État, ministre de l’éducation nationale (gouvernement Édith Cresson). En 1992, il devient directeur de cabinet du secrétaire d'État à l'enseignement technique, Jean Glavany. Il est professeur associé à l'université de Marne-la-Vallée (1994-1997).
De 2001 jusqu'à sa retraite, en juillet 2004, il est conseiller du maire de Paris, Bertrand Delanoë, chargé de l’éducation, de l'université et de la recherche. 
À sa retraite, il occupe diverses responsabilités comme président bénévole dans le domaine social : Monde gourmand (entreprise d’insertion;)  puis Agospap (action sociale de la Ville de Paris et de l’AP-HP).

## Publications
- Phénomènes de transport dans le silicium de type n fortement dopé. Laboratoire de physique de l'École normale supérieure. (1966)
- La révolte étudiante : les animateurs parlent (avec Jacques Sauvageot et Daniel Cohn-Bendit), présentation d'Hervé Bourges, Éditions du Seuil, collection « L'histoire immédiate », 1968, 128 p.
- Vers la guerre civile (avec Serge July et Erlyn Morane), Éditions et publications premières, collection « Stratégies », Denoël, 1969, 440 p.
- [PDF] Pourquoi nous combattons. Déclaration d'Alain Geismar à son procès (20, 21 et 22 octobre 1970), Paris, Maspero, 1970, 28 p.
- Minutes du procès d'Alain Geismar, préface de Jean-Paul Sartre, Paris, France, Éditions libres-Hallier, Documents L'Idiot international, 1970, 219 p.
- L'engrenage terroriste, Paris, France, Fayard, 1981, 184 p.
- Mon Mai 1968, Perrin, 2008